# De Dorth
De hof De Dorth (ook: Huis van Echt of Het Slötje) was een kasteel in het Nederlandse dorp Echt, provincie Limburg.

## Geschiedenis
Het kasteel werd gebouwd aan de rand van het moerassige gebied Dorth, waar het waarschijnlijk ook zijn naam aan ontleent. De oudste vermelding is een belening uit 1432, toen Arnt Struyber van Kessel door de Gelderse hertog beleend werd met een derde van de ‘den have in Doirde’. In 1456 volgde Joost die Wilde van Meersen als leenman.
In 1474 werd Henrick Gelden beleend met de hof De Dordt. Na de familie Brede kwam het huis in de 16e eeuw in handen van de familie Volkert. De laatste vermelding van het kasteel is in het leenregister van 1557, waarna er een einde komt aan de beleningen. Het is onbekend of het kasteel toen is verwoest of afgebroken. De laatste restanten zouden rond 1719 zijn gesloopt, alhoewel er nog tot 1867 een ruïne zichtbaar was.
Het is niet duidelijk wat voor type kasteel De Dorth is geweest. Vanwege de ligging bij ontginningsgebieden zou het een ontginningshof kunnen zijn. Er wordt in de literatuur echter ook wel gesuggereerd dat De Dorth een waterburcht was die diende als grensversterking tegen het nabijgelegen hertogdom Gulik. In 1498 zou het in de strijd tussen Gelre en keizer Maximiliaan zijn verwoest.

### De juffrouw zonder kop
Volgens de legende zou Cecilia van Hamal, weduwe van slotvoogd Willem van Vlodrop, in 1498 de verdediging van het kasteel op zich hebben genomen. Zij kwam aan haar einde toen de bevolking van Echt haar onthoofde. Hierna zou zij nog eeuwenlang als geest hebben rondgespookt, met haar hoofd in haar handen. Ze vermoordde elke inwoner van Echt die ze te pakken kreeg en kookte hun hoofden in een ketel. Toen ene Drikus haar een keer in het midden van de nacht tegenkwam, zei ze hem dat haar vloek alleen kon worden verbroken als iemand zwijgzaam de door haar begraven schat naar boven haalde. Drikus haalde zijn zwager Hannes erbij en zwijgzaam groeven ze op de aangegeven plek naar de schat. Maar toen ze op de schatkist stootten, kon Hannes zich niet inhouden en uitte een vreugdekreet. Hierna zonk de schat verder in de grond, onbereikbaar voor de twee mannen. De vloek werd niet verbroken.

## Beschrijving
Het rechthoekige kasteelterrein ligt hoger dan zijn omgeving en heeft een afmeting van circa 40 bij 70 meter. Mogelijk zijn de lagere delen rondom het terrein restanten van een slotgracht.
Bij onderzoek kwamen geen duidelijke restanten tevoorschijn die op een kasteel duiden. De grondboringen brachten slechts enkele puinbrokjes naar boven.
Het voormalige kasteelterrein is onderdeel van natuurgebied De Doort dat wordt beheerd door Staatsbosbeheer.
Aerwinkel · Kasteel Afferden · Aldt Huys · Aldenborgh · Kasteel Aldenghoor · Aldenhoven · Alte Burg · Kasteel Amstenrade · Slot Annendael · Kasteel Arcen · Baersdonck · Bakvliet · Baronsberg · Baxhof · Beegden ·  Benzenrade · Kasteel De Berckt · Kasteel Bethlehem · Beusdaelshof · Binsfeld · Huis Blankenberg · Kasteel Bleijenbeek · Blitterswijck · Boerlo · Bolberg · Bollenberg · Kasteel De Bongard · Borggraaf · Kasteel d'Erp · Kasteel Borggraaf · Kasteel Borgharen · Kasteel Born · Huis Bree · Breust · Kasteel Broekhuizen · Broekhuizen · Gracht Burggraaf · Kasteel De Burght · Kasteel Cartils · Cloppenburg (Oost-Maarland) · Kasteel Cortenbach · Huis De Dael · Dammerscheid · Kasteel De Bockenhof · De Donck (Sevenum) · De Donck (Swolgen) · De Dorth ·  Huis ten Dijcken · Kasteel Doenrade · De Doom · Douve · Douvenrade · De Dries · Kasteel Erenstein · Kasteel Eijsden · Eijsden · Einrade · Kasteel Elsloo · Ensenbroek · Eperhuis · Etzenraderhuuske · Exaten · Kasteel Eijckholt · Kasteel Eyckholt · Eys · Gastendonck · Kasteel Genbroek · Gebroken Slot · Kasteel Geijsteren · Kasteel Op Genhoes · Kasteel Genhoes · Genneperhuis · Kasteel Het Geudje · Kasteel Geulle · Kasteel Geusselt · Geijsteren · Gen Heck · Ghoor · Kasteel Goedenraad · Kasteel Grasbroek · Kasteel Groenendaal · Groethof · Groot Paarlo · Kasteel van Gronsveld · De Gun ·Kasteel Haeren · Kasteel Den Halder · Heerlaer · Heeze · Heijen · 's-Herenanstel · Kasteel Hillenraad · Kasteel Hoensbroek · Hoenshuis · Holstrate · Holtmühle · Huize Holtum · Kasteel Horn · De Horst · Huys ter Horst · Ten Hove (Grathem) · Ten Hove (Panningen) · Huis Brias · Huis Darth ·  Kasteel Hurpesch · Kasteel Sint-Jansgeleen · Kasteel Jerusalem · Kasteel Kaldenbroek · Den Kamp · Kasteel Karsveld · Kasteel Keverberg · Klein Paarlo · Klimmender Huuske · De Kolck · Koppelberg · Laar · Landsfort · Kasteel Lemiers · Kasteelruïne Lichtenberg · Kasteel Limbricht · Lonesteyn · Huize Lovendael · Mazenburg · Kasteel van Meerlo · Kasteel Meerssenhoven · Meezenbroek · Kasteel van Mheer · Middelaar · Kasteel Millen · Kasteel Montfort · Movert · Mulrode · De Munt · Château Neercanne · Kasteel Neubourg · Nienghoor · Huis Nierhoven · Kasteel Nieuwenbroeck · Nije Huys · Kasteel Nijenborgh · Kasteel Nijswiller · Nijthuysen · Kasteel Obbicht · Oedenrade · Kasteel Ooijen · Kasteel Oost (Valkenburg) · Kasteel Oost (Oost-Maarland) · Kasteel Ouborg · Overen · Kasteel Passarts-Nieuwenhagen · Prickenis · Prinsenhof · Puth · De Putting · Raath · De Raay · Ravenhof · Kasteel Reijmersbeek · Kasteel van Rijckholt · Kasteel Rivieren · Rodenbroek · Rosendaal · Kasteel Schaesberg · Kasteel Schaloen · Te Scharen · Schenkenburg · Kasteel Scheres · De Spijker (Geijsteren) · De Spijker (Leeuwen) · Huis Severen · Sibberhuuske · Château St. Gerlach · Spraland · Huis De Spyker · Huize Stalberg · Stalberg (Wellerlooi) · De Steeg · Kasteel Stein · Steinhagen · Steenen Huis · Stoel van Swentibold · Strijthagen (Landgraaf) · Strijthagen (Welten) · Struyver · Kasteel Terborgh · Terlinden (Wijnandsrade) · Terveurdt · Ter Weyer · Kasteel Ter Worm · De Tombe · Huis De Torentjes · Triest · Trippaert · Kasteel Vaalsbroek · Kasteel Vaeshartelt · Valkenburg · Vliek · De Vroenhof · Vrijburg · Kasteel Wambach · Warenberg · Well · Weyershof ·  Wijlre · Kasteel Wijnandsrade · Wijnandsrade · Wijnantshof · Wissegracht · Huize Witham · Kasteel Wittem · Wolfrath · Wylre